# Граймз голден
Ґраймз ґо́лден — сорт яблуні виведений в Веллзбурзі, Вірджинія (тепер Західна Вірджинія) 1832 року на фермі Томаса Ґраймза.
Можливо, від цієї яблуні походить знаменитий сорт Ґолден делішес.
Плоди середнього та великого розміру. Стиглість настає в середині вересня — жовтні. При цьому плоди Набувають яскравого жовто-зеленого кольору з рудими цятками. Мають жовтий, зернистий, соковитий м'якуш з багатим, своєрідним, терпким і пряним, але солодким смаком і ароматом, які роблять їх придатними для приготування яблучного пюре. Добрі для вживання у свіжому вигляді та приготування різних страв (окрім випічки). Також виготовляють яблучний сидр. Зберігаються відносно добре в холодному приміщенні.